# Jordan Village
Jordan Village es una villa de Trinidad y Tobago que forma parte de la región de Princes Town.

## Geografía
La villa abarca parte de la isla Trinidad y limita al norte con Usine St. Madeline, al sur con Friendship y Borde Narve, al este con St. Charles Village y al oeste con Petit Morne y Friendship.

## Demografía
Datos demográficos de la villa de Jordan Village:
| Gráfica de evolución demográfica de Jordan Village entre 2000 y 2011 |
|                                                                      |